# Charles II d'Anjou
Pour les articles homonymes, voir Charles d'Anjou.
Charles II d'Anjou, dit le Boiteux, né vers 1254, mort le 6 mai 1309 à Naples, est le fils de Charles Ier d'Anjou et de Béatrice de Provence, et le neveu de saint Louis. De la dynastie d'Anjou-Sicile, il est titré dès sa naissance prince de Salerne, puis, après la mort de ses parents en 1285, roi de Naples (ou Sicile péninsulaire), comte de Provence, d'Anjou et du Maine (uniquement jusqu'en 1290 pour ces deux dernières provinces).

## Biographie

### Prince de Salerne
À la mort de sa mère, Charles devient comte de Provence et fait alors entreprendre des fouilles sous l'église de Saint-Maximin, qui permettent la découverte du tombeau de Marie-Madeleine en 1279. À la suite de cela, il décide d'ériger la ville en cité royale et fait construire une basilique en l'honneur de la patronne de Provence, qui demeure aujourd'hui un exceptionnel ensemble architectural gothique en Provence. Le 21 juin 1295, il obtient du pape Boniface VIII une bulle pontificale, qui confie au jeune ordre des dominicains la charge des lieux saints : la basilique de Saint-Maximin et la grotte de la Sainte-Baume avec le sanctuaire pour l'accueil des pèlerins.
En 1257, Charles Ier d'Anjou acquiert de la Maison des Baux les droits au trône du royaume d'Arles. Et quand en 1280 l'empereur Rodolphe Ier de Habsbourg pense reconstituer ledit royaume, il est contraint de traiter avec lui. Un accord est trouvé entre les deux souverains, à la suite duquel le royaume sera attribué à Charles, prince de Salerne, qui à son tour devra le céder à son fils Charles Martel de Hongrie lors de ses noces avec Clémence, fille de Rodolphe. Mais cela n'aura pas lieu en raison des Vêpres siciliennes, en 1282.
Après les Vêpres siciliennes, Charles rejoint son père à Naples et assume la régence pendant que ce dernier se rend en Provence pour armer une flotte grâce aux fonds fournis par le pape Martin IV pour lui permettre d'assumer la régence du royaume de Naples. La flotte ainsi constituée aurait dû rejoindre les bateaux qui l'attendaient dans le port de Naples, avant de s'unir à Ustica avec le reste de la force navale, composée de 30 galères, et avec l'armée italo-angevine en provenance de Brindisi. Mais le 5 juin 1284, Roger de Lauria, commandant de la flotte aragonaise se présente dans le port de Naples et le jeune prince, désobéissant à l'ordre de son père de ne pas bouger avant son retour de Provence, sort du port avec ses bateaux pour combattre Lauria. Il est battu et fait prisonnier au cours d'un engagement, en compagnie de nombreux autres nobles napolitains. Il restera captif à Barcelone pendant quatre ans. Lorsque Charles Ier arrive à Gaète et apprend la défaite, il maudit son fils mais doit renoncer à l'invasion de la Sicile. Après avoir inutilement assiégé Reggio, il se dirige vers les Pouilles, où il meurt le 7 janvier 1285, à Foggia. Avant de mourir il nomme régent son neveu Robert II d'Artois, assisté du cardinal Gérard de Crémone par la volonté du pape Martin IV. Les deux régents tiendront solidement les rênes du gouvernement et réprimeront sévèrement toute tentative de rébellion.
À la mort de Martin IV le 28 mars 1285, Giacomo Savelli lui succède sous le nom d'Honorius IV. Il reprend la croisade contre Pierre III d'Aragon, qu'il considère comme usurpant le trône de Sicile. La tentative d'invasion de l'Aragon se solde par un désastre : la flotte franco-napolitaine est réduite à l'impuissance par Lauria, tandis que l'armée, qui avait assiégé Gérone, est frappée par la peste et doit se retirer. Le roi Philippe III de France meurt le 6 octobre à Perpignan, en pleine retraite. Pierre III, quant à lui, meurt peu de temps après, le 11 novembre, laissant son royaume en partage à ses deux fils : Alphonse reçoit l'Aragon, la Catalogne, Valence et Majorque, tandis que Jacques devient roi de Sicile. Bien qu'alliés, les frères ont des intérêts divergents.

### Captivité, guerre et réconciliation avecAlphonseIII
À la mort de son père, Charles est toujours en captivité, malgré l'intervention de nombreuses délégations en faveur de sa libération (France, Angleterre, Papauté...). Après l'échec d'un premier accord signé à Oléron en 1287, Charles est remis en liberté le 8 novembre 1288 grâce au traité de Canfranc, et à la condition de laisser en Aragon trois de ses fils en otage (Louis, Robert et Raymond-Bérenger). Il se fait couronner roi de Naples le 29 mai 1289 en la cathédrale de Rieti par le pape Nicolas IV. Malgré les pressions belliqueuses de ce dernier et du comte Robert II d'Artois, il conclut une trêve avec l'Aragon en 1289.
En février 1291, à Tarascon, Alphonse III parvient à un accord de paix avec Charles II, le pape et la France, par lequel il renonce aux droits de son frère Jacques au trône de Sicile. En échange, Charles de Valois renonce à ses droits sur le royaume d'Aragon, obtenant en échange les comtés d'Anjou et du Maine, ainsi que la main de Marguerite, fille aînée de Charles II, ce dernier devant retrouver le contrôle de la Sicile, désormais "lâchée" par le royaume d'Aragon.
Mais Alphonse III meurt à l'improviste, le 18 juin 1291, sans enfants et son frère Jacques lui succède à la tête du royaume d'Aragon, conservant la Sicile.
Charles II suit la politique de son père dans les Balkans en s'opposant aux empereurs de Byzance, de concert avec son cousin Charles de Valois, frère cadet du roi Philippe IV le Bel.

### Le traité d'Anagni
Le 12 juin 1295, Charles II finit par signer un traité de paix avec Jacques II d'Aragon, connu sous le nom de Traité d'Anagni, sur la proposition du pape Célestin V et conclu par le pape Boniface VIII. Celui-ci prévoit que Charles II récupère la Sicile et que ses trois fils, toujours aux mains de Jacques II depuis 7 ans, soient remis en liberté. En échange, le pape suspend l'excommunication de ce dernier, qui doit par ailleurs recevoir le royaume de Sardaigne et Corse, créé ex novo et tout à conquérir, l'île étant déjà gouvernée par des entités étatiques autonomes. Le traité prévoit en outre l'union de Jacques II avec Blanche, la deuxième fille de Charles II, tandis que Frédéric, gouverneur de la Sicile, aurait été indemnisé par son mariage avec l'héritière de l'empire byzantin, Catherine de Courtenay. Frédéric, fâché que le testament d'Alphonse III n'ait pas été respecté par Jacques II, refuse et se range aux côtés des Siciliens qui, se sentant trahis par le nouveau roi d'Aragon, déclarent la déchéance de Jacques et élisent Frédéric comme roi. Le 11 décembre 1295, le Parlement sicilien réuni à Palerme proclame Frédéric III roi de Sicile et reconfirme son choix le 15 janvier 1296 au château d'Ursino de Catane. le couronnement officiel a lieu le 25 mars 1296 dans la cathédrale de Palerme.
Le 29 octobre 1295, conformément au traité d'Anagni, Blanche d'Anjou et de Naples épouse Jacques, roi d'Aragon, à Vilabertran (Haut-Emprudan), dans le nord de la Catalogne. Ce dernier n'accepte pas sa destitution et se retrouve ainsi aux côtés des Angevins contre son propre frère Frédéric et les Siciliens.

### La guerre contreFrédéricIIIpour la Sicile
La guerre contre la Sicile reprend à partir de 1296. Frédéric III prend l'initiative contre les Angevins. Non seulement il conserve la Sicile, mais il parvient en outre à porter la guerre en Calabre et autour de Naples. Boniface VIII, début 1297, convoque à Rome Charles II et Jacques pour les encourager à reconquérir la Sicile, conformément au traité d'Anagni. Sur ordre de Jacques II, tant Giovanni da Procida que Ruggero di Lauria, devenu amiral de la flotte alliée anti-sicilienne et enfin la reine mère Constance de Sicile, durent abandonner la Sicile et le roi Frédéric pour rejoindre Jacques à Rome. En juillet 1299, à Capo d'Orlando, avec la flotte aragonaise complétée de celle de Naples, Jacques bat Frédéric, qui parvient à se sauver avec 17 galères. Toutefois, dès l'année suivante, Jacques doit revenir en Aragon face à la résistance opposée par Frédéric.
La guerre se déroule maintenant en Sicile, où les fils de Charles II, Robert et Philippe Ier de Tarente, ont conquis Catane et assiégé Messine. Mais Frédéric remporte une victoire importante à Falconara, près de Trapani, faisant prisonnier Philippe. Il résiste à Messine et en Calabre. Charles II préfèrerait la paix, mais le pape, après l'avoir accusé de lâcheté, appelle à la rescousse en 1300 les Templiers, les Hospitaliers et les Génois, qui se joignent aux combats à contrecœur. Mais à l'exception d'une nouvelle victoire brillante de Lauria sur la flotte sicilienne le 14 juin, la situation n'évolue pas.
A la mi-août, Charles II lance une croisade contre l'établissement musulman de Lucera, riche et fort peuplé. Les motivations de cette attaque sont doubles : satisfaire la requête de Boniface VIII, désireux d'éliminer la dernière place forte islamique du territoire, en l'année du premier Jubilée, et régler les dettes contractées envers les banquiers florentins grâce aux richesses de la ville. Lucera, après un long siège conduit par Giovanni Pipino de Barletta, est détruite entre le 15 et le 25 août 1300. Les murs et les mosquées sont abattus, la ville est rasée et de très nombreux musulmans, hommes, femmes et enfants, sont massacrés. 10 000 survivants sont enchaînés et vendus au marché des esclaves ou contraints à se convertir au christianisme. La victoire sur les Sarrasins entraînera le changement du nom de la ville, que Charles rebaptisera "Civitas Sanctae Mariae". En très peu de temps, le bourg est repeuplé de chrétiens venus de tout le royaume.
Enfin, Boniface VIII se tourne vers le roi de France Philippe IV le Bel, qui envoie une armée commandée par son frère, Charles de Valois. Arrivé en Sicile en mai 1302, ce dernier la traverse en brûlant et pillant tout sur son passage, jusqu'à son arrivée à Sciacca, où, très affaibli par la malaria et par peur d'une attaque décisive de Frédéric, il en accepte les offres de paix.
La guerre des Vêpres Siciliennes se termine par  le traité de paix de Caltabellotta, signé le 31 août 1302, probablement au château de Pizzo. Modifié par le pape le 12 mai 1303, ce texte prévoit que Frédéric III se maintienne au pouvoir en Sicile avec le titre de roi de Trinacrie jusqu'à sa mort, après laquelle l'île reviendra aux Anjou. Frédéric doit par ailleurs épouser Éléonore, la troisième fille de Charles II. En échange, les Aragonais récupèrent la Corse ou la Sardaigne, ou d'autres territoires, ou une forte somme d'argent. Charles II prend le titre de roi de Sicile (Rex Siciliae, ducatus Apuliae et principatus Capuae), tout en renonçant temporairement à l'île mais en conservant la Campanie, la Calabre, les Pouilles et la Basilicate, en obtenant la reconnaissance de facto du royaume de Naples.

### Les dernières années
En 1303, Charles II appuie l'élection de Niccolò Boccasini sous le nom de Benoît XI. Celui-ci, lorsqu'il était légat en Hongrie, avait appuyé l'élection au trône de Hongrie de Charobert, le petit-fils de Charles II. L'année suivante, Charles II lance l'investiture du Mastrogiurato, une célébration au cours de laquelle, après de nombreuses fêtes et l'agitation de drapeaux, le gouvernement de la ville était confié à un simple maire. Joachim Murat abolira cette fête en 1806, mais elle sera reprise par la ville de Lanciano dans les Abruzzes, près de Chieti, en 1981.
En 1306, Charles entre en conflit avec Philippe de Savoie, le troisième mari d'Isabelle de Villehardouin, princesse d'Achaïe, à laquelle il a cédé le titre en 1289. En 1307, il déclare le couple déchu du titre, qu'il réattribue à son fils Philippe, auquel en 1301, il avait déjà cédé le titre de roi d'Albanie.
En 1309, Charles propose de nouveau la reconstitution du royaume d'Arles, dont son père Charles Ier avait racheté les droits à Raymond des Baux, prince d'Orange. Ce projet n'aboutira pas.
Charles aurait été à l'origine du nom d'un de ses palais, le Palais de Quisisana.
Il meurt à Naples le 5 mai 1309, laissant le trône à son fils Robert, dit le Sage. Son fils aîné, Charles Martel, a disputé le trône de Hongrie à André III jusqu'à sa mort due à la peste en 1295.

## Titres
- Roi de Naples de 1285 à 1309.
- Roi de Jérusalem.
- Comte d'Anjou de 1285 à 1290.
- Comte du Maine de 1285 à 1290.
- Comte de Provence.
- Comte de Forcalquier.

## Mariage et descendance
Charles II d'Anjou-Naples (v. 1254-1309) épouse en 1270 Marie de Hongrie (v. 1257-1323), fille d'Étienne V, roi de Hongrie, et d'Élisabeth, fille de Sheihan, khan des Coumans. Ils ont eu quatorze enfants :
- Charles Martel de Hongrie (1271-1295), roi titulaire de Hongrie, époux de Clémence de Habsbourg, d'où entre autres :
  - Clémence de Hongrie (1293-1328), femme de Louis X le Hutin, roi de France et de Navarre : d'où Jean le Posthume ;
  - et Charles Robert (Charobert) (1288-1342), roi de Hongrie, marié 3° à Élisabeth de Pologne, dont : 
    - Catherine de Hongrie († 1355 ; peut-être fille de la 1° femme de Charobert, Marie de Bytom), x son probable cousin germain Henri II de Świdnica (un Piast), co-duc de Świdnica, d'où : Anne (1339-1362), 3e épouse de l'empereur Charles IV, et mère de Venceslas (1361-1419), roi de Bohême et des Romains ;
    - Louis Ier le Grand (1326-1382), roi de Hongrie et de Pologne, x Élisabeth de Bosnie, dont entre autres : 
      - Marie Ire (1371-1395), roi de Hongrie, x Sigismond de Luxembourg ; et sainte Hedwige Ire (1373/1374-1399), roi de Pologne, x Ladislas II Jagellon (†  1434), grand-duc de Lituanie : les deux sœurs étant sans postérité survivante ;

    - André Ier de Naples (1327-† assassiné en septembre 1345 probablement à l'instigation des Anjou-Tarente ci-dessous), duc de Calabre et roi consort de Naples, marié en 1333 à sa cousine issue de germain Jeanne Ire de Naples ci-dessous (comme son 1er époux) : d'où Charles Martel (1345-1348 ; posthume) ;
    - Étienne (1332-1354), voïvode de Transylvanie, Slavonie, Croatie et Dalmatie, x Marguerite de Bavière, fille de l'empereur Louis IV, dont : 
      - Élisabeth de Slavonie (1352-v. 1380), mariée à Philippe II de Tarente (1329-1374) ci-dessous (comme sa 2e femme) ;
      - Jean d'Anjou (1354-1360), déclaré héritier de Pologne ;
- Marguerite d'Anjou (v. 1273-1299), comtesse d'Anjou et du Maine en 1290, mariée en 1290 à Charles de Valois (1270-1325 ; frère puîné de Philippe le Bel) (comme sa 1re femme), d'où la suite de la dynastie de Valois : rois de France (Philippe VI) ; ducs d'Anjou, comtes du Maine et de Provence ; ducs de Bourgogne ; ducs d'Alençon... ;
- Louis (1274-1297), franciscain, évêque de Toulouse, saint de l'Eglise catholique (Saint Louis de Toulouse) ;
- Robert le Sage (1277-1343), roi de Naples, marié 1° à Yolande d'Aragon, fille de Pierre III d'Aragon et de Constance Staufen, dont :
  - Charles de Calabre (1298-1328 prédécédé), duc de Calabre, marié 2° avec Marie de Valois (1309-1328), fille de Charles de Valois (1270-1325 ; frère cadet de Philippe IV le Bel), et de sa 3e femme Mahaut de Châtillon, dont : 
    - Jeanne Ire de Naples (v.1326-1382), reine de Naples, Sans postérité survivante de ses quatre mariages avec 1° 1333 son cousin issu de germain André Ier de Hongrie (1327-1345), roi consort de Naples, 2° 1346 son grand-cousin Louis de Tarente (1320-1362), Grand-Maître de l'Ordre du Saint-Sépulcre, roi de Naples, 3° 1362 Jacques IV de Majorque (1336-1375), roi titulaire de Majorque, prince titulaire d'Achaïe, duc de Calabre, et 4° 1376 Othon de Brunswick, prince de Tarente (1320-1399). Elle adopte le 29 juin 1380 Louis Ier d'Anjou (1339-1384), petit-fils de Philippe VI de Valois et arrière-petit-fils de Charles de Valois et Marguerite d'Anjou ci-dessus, et le désigne comme son successeur. Elle est assassinée le 27 juillet 1382 sur l'ordre de Charles III (de Durazzo-Gravina) le Petit ci-dessous (1345-1386), son neveu par alliance et son cousin issu de germain, déçu d'être évincé de la succession ;
    - Marie de Calabre (1328-1366), mariée successivement à son grand-cousin Charles de Durazzo (Postérité), puis à Robert, seigneur des Baux et comte d'Avelin, enfin à son grand-cousin Philippe II de Tarente, empereur titulaire de Constantinople (Sans postérité survivante) ;
- Philippe Ier de Tarente (1278-1331), prince de Tarente et d'Achaïe, x 1° Thamar d'Epire (dont entre autres Blanche de Tarente (1309-1337), x l'infant Raymond Bérenger d'Aragon, comte d'Empúries : d'où la suite des comtes d'Empúries), et x 2° sa petite-cousine Catherine II de Valois-Courtenay, impératrice titulaire de Constantinople, fille de Charles de Valois (1270-1325) et de sa 2e femme Catherine de Courtenay (elle-même nièce de Charles II d'Anjou par sa mère Béatrice d'Anjou (1252-1275), fille de Charles Ier d'Anjou), dont entre autres : 
  - Marguerite de Tarente (1325-1380), x François des Baux, duc d'Andria, d'où : 
    - Jacques des Baux (1354-1383), prince de Tarente et d'Achaïe, dernier empereur latin titulaire de Constantinople, x sa cousine issue de germain Agnès de Durazzo (comme son 2e mari) : Sans postérité ;
    - Antonia des Baux (v. 1355-1375), x son cousin issu de germain Frédéric III, roi de Sicile, petit-fils de Frédéric II et d'Éléonore d'Anjou ci-dessous : Sans postérité ;

  - Robert de Tarente (1315-1364), prince de Tarente et d'Achaïe, empereur titulaire de Constantinople, Sans postérité de sa femme Marie de Bourbon ;
  - Louis de Tarente (1320-1362), roi de Naples par son union en 1346 avec sa petite-cousine Jeanne Ire de Naples (comme son 2e époux) : Sans postérité légitime survivante ;
  - Philippe II de Tarente (1329-1374), prince de Tarente, empereur titulaire de Constantinople, sans postérité survivante de sa 1°  union avec sa petite-cousine Marie de Calabre (1328-1366), sœur cadette de la reine Jeanne Ire de Naples (comme son 3e époux) ; puis marié 2° avec Élisabeth de Slavonie (1352-v. 1380), fille d'Étienne de Hongrie, duc de Slavonie, et petite-fille de Charles Ier Robert (Charobert) d'Anjou, roi de Hongrie : d'où Philippe III de Tarente (1371-† jeune) ;
- Blanche (1280-1310), mariée en 1295 à Jacques II (1267-1327), roi d'Aragon : d'où la suite des rois d'Aragon ;
- Raymond-Bérenger (1281 - 3 octobre 1305), comte de Piémont et comte d'Andria, vicaire général et Grand-sénéchal du Regno, sans postérité de son mariage avec Marguerite de Clermont-Bourbon ;
- Jean (né en 1283), prêtre ;
- Tristan (1284-1286) ;
- Éléonore (1289-1341), mariée en 1302 à Frédéric II (1272-1336), roi de Sicile : d'où la suite des rois de Sicile ;
- Marie (1290-1347), mariée en 1304 à Sanche Ier (1276-1324), roi de Majorque, puis en 1326 à Jacques de Ejerica (1298-1335) : Sans postérité ;
- Pierre (1292-1315), comte de Gravina ;
- Jean de Durazzo (1294-1336), duc de Durazzo (Durrës, Duras), prince d'Achaïe, époux d'Agnès de Périgord, fille d'Hélie IX, comte de Périgord, et de Brunissende de Foix, dont :
  - Charles de Durazzo (1323-† décapité en 1348 sur l'ordre de son petit-cousin Louis de Hongrie), duc de Durazzo, x sa petite-cousine Marie de Calabre (1328-1366), sœur cadette de Jeanne Ire de Naples (comme son 1er époux), d'où entre autres :
    - Jeanne de Durazzo (1344-1387), duchesse de Durazzo. Sans postérité de ses deux unions avec 1° Louis de Navarre (1341-1372), comte de Beaumont, puis 2° Robert IV d'Artois (1356-1387), comte d'Eu ;
    - Agnès de Durazzo (1345-1383), Sans postérité de ses deux mariages avec 1° Cansignorio della Scala (1340-1375), seigneur de Vérone, puis 2° son cousin issu de germain Jacques des Baux (1353-1383) ci-dessus, dernier empereur titulaire de Constantinople ;
    - Marguerite de Durazzo (1347-1412), x son cousin germain Charles III (de Durazzo-Gravina) (1345-1386), roi de Naples, ci-après ;

  - Louis de Gravina (1324 - 1362), comte de Gravina, x Marguerite, fille de Robert de San-Severino, comte de Corigliano, d'où : 
    - Charles III (de Durazzo-Gravina) le Petit (1345-1386), roi de Naples et de Hongrie, rival de Louis d'Anjou pour le comté de Provence, x sa cousine germaine Marguerite de Durazzo ci-dessus, nièce maternelle de la reine Jeanne Ire de Naples, d'où deux souverains de Naples : 
      - Jeanne II, reine de Naples (1373-1435), Sans postérité de ses deux unions avec Guillaume de Habsbourg (v. 1370-1406), puis Jacques II de Bourbon, comte de la Marche (v. 1370-1438). Son dernier successeur désigné est René d'Anjou (1409-1480 ; roi effectif de Naples jusqu'en 1442), petit-fils de Louis d'Anjou ci-dessus ;
      - et Ladislas Ier, roi de Naples (1377-1414), Sans postérité légitime de ses trois mariages avec Constance de Clermont, puis Marie de Lusignan-Chypre, enfin Marie d'Enghien, comtesse de Lecce ;

  - Robert de Duras, dit de Morée (1326-† 1356 à Poitiers) ;
  - Étienne de Durazzo (1328-1380), engagé dans la Reconquista portugaise : Postérité au Portugal ;
- Béatrice d'Anjou (1295-1321), mariée en 1305 à Azzo VIII d'Este (mort en 1308) (Sans postérité survivante), puis en 1309 à Bertrand des Baux (mort en 1351), comte d'Andrie : d'où Marie des Baux, femme d'Humbert II de Viennois, dernier dauphin de la dynastie delphinale : d'où André (1333-1335).

## Source partielle
Marie-Nicolas Bouillet  et Alexis Chassang (dir.), « Charles II d'Anjou » dans Dictionnaire universel d’histoire et de géographie, 1878 (lire sur Wikisource).